# Black Brant (ganso)

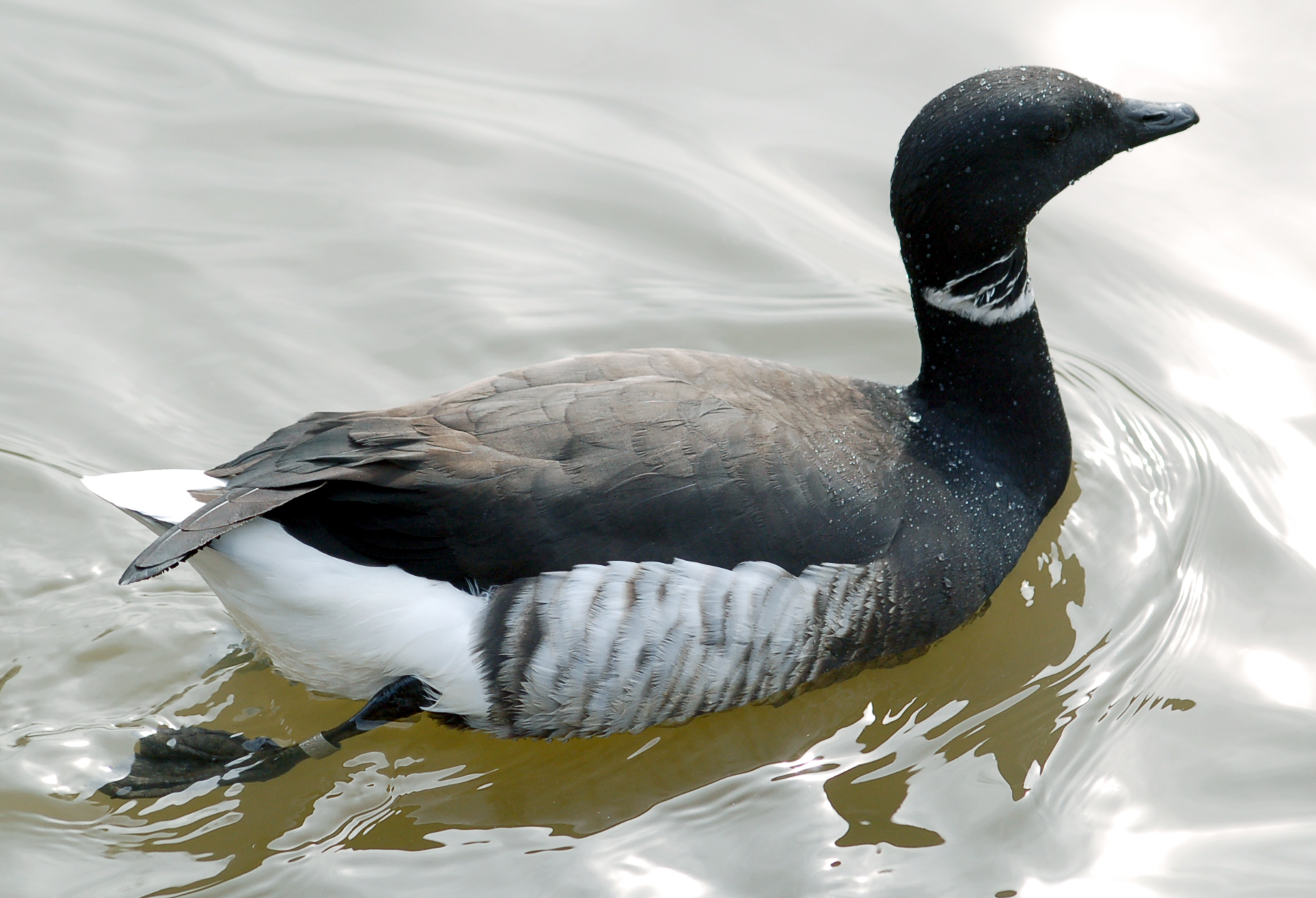
Black Brant

O Black Brant ou Pacific Brent Goose, (Branta bernicla nigricans), é uma sub espécie de ganso do tipo Brent Goose que se reproduz no Alasca, e no inverno na Baixa Califórnia.
Estima-se que existam 115.000 black brants no Mundo, e cerca de 14.000 são abatidos por caçadores anualmente.
A predação dos ovos por raposas também é significativa, e em 2006, os Estados Unidos, iniciaram um programa de 5 anos para a remoção dessas raposas.
A população dos black brants já foi de 200.000 em 1981 e chegou a apenas 100.000 em 1987.